# Braunschwanz-Paradieshopf
Der Braunschwanz-Paradieshopf (Drepanornis bruijnii), auch Weißschnabel-Paradieshopf oder Braunschwanz-Sichelhopf genannt, ist eine Art aus der Gattung Drepanornis innerhalb der Familie der Paradiesvögel (Paradisaeidae). Er kommt ausschließlich auf Neuguinea vor und ist im Vergleich zu dem zur gleichen Gattung gehörenden Gelbschwanz-Paradieshopf bislang nur wenig erforscht.
Die Art wird von der IUCN als potenziell gefährdet (near threatened) eingestuft. Es werden keine Unterarten unterschieden.

## Merkmale

### Körperbau und -maße
Der Braunschwanz-Paradieshopf ist mit einer Körperlänge von bis zu 35 Zentimeter einer der mittelgroßen Paradiesvögel. Das Schwanzgefieder misst beim Männchen zwischen 10,3 und 11,6 Zentimeter. Das Weibchen, das mit einer durchschnittlichen Körperlänge von 34 Zentimeter etwas kleiner ist als das Männchen ist, hat mit einer Länge zwischen 10,7 und 11,7 Zentimeter ein fast gleichlanges Schwanzgefieder.
Der stark gekrümmte Schnabel ist bei den Männchen 7,4 bis 8,3 Zentimeter lang, bei den Weibchen ist der Schnabel mit 6,8 bis 7,9 Zentimeter etwas kürzer. Die Männchen wiegen etwa 160 Gramm, die Weibchen sind mit 144 bis 149 Gramm tendenziell etwas schwerer.

### Männchen
Beim Männchen sind das Kopfgefieder und der Nacken rotbraun bis zimtbraun. Die verlängerten dunklen Federn auf der Stirn bilden vor dem Auges kleine, aufstellbare Federhörner, die bei bestimmten Lichtverhältnissen blauviolett bis rotviolett glänzen. Unter jedem Auge befindet sich jeweils ein kleiner runder Fleck kleiner, sich schuppenartig überlappenden Federn, die je nach Lichteinfall intensiv dunkelblau bis violett schimmern. Das Kinn, die Kehle und die Ohrdecken sind dunkler als das übrige Kopfgefieder und haben einen dunkelgrünen Schimmer. Der nicht befiederte Teil des Gesichtes ist bleigrau mit einem leichten violetten Schimmer. Der Mantel und der obere Rücken sind olivbraun, der Bürzel und die Oberschwanzdecken sind zimtbraun. Das Schwanzgefieder ist auf der Oberseite ebenfalls zimtbraun.
Die Vorderbrust ist dunkel olivbraun und hat einige stark verlängerte Federn, die intensiv grün schimmern. Die Federn an den Körperseiten sind verlängert. Sie sind von graubrauner Farbe mit intensiv kupferfarben schimmernden Spitzen. Die übrige Körperunterseite ist grau mit einem leichten lavendelfarbenen Ton. Die Schenkel, der Bürzel und die Unterschwanzdecken sind etwas blasser und bräunlicher. Die Unterseite des Schwanzgefieders ist zimtfarben mit weißlichen Federschäften. Der lange, stark gebogene Schnabel ist weißlich, die Iris ist dunkelbraun, die Beine und Füße sind braunviolett.

### Weibchen
Das Weibchen hat keine Gefiederpartien, die wie beim Männchen glänzen oder irisieren. Es ist nur geringfügig kleiner als das Männchen und hat einen blass rotbraunen Kopf. Die unbefiederte Gesichtshaut ist etwas matter als beim Männchen gefärbt. Sie hat einen feinen, braun und weiß gefleckten Bartstreif, sowie ein ebenso gefiedertes Kinn und Kehle. Bartstreif und Kehle sind durch eine dunkelbraune Linie voneinander abgesetzt.
Die Körperoberseite entspricht dem des Männchens, ist aber insgesamt etwas blasser. Die Körperunterseite ist graubraun bis rotbraun mit einer hellen Querbänderung. Das Schwanzgefieder ist ähnlich dem des Männchens gefärbt.

### Jungvögel und Subadulte
Jungvögel beider Geschlechter gleichen zunächst dem Weibchen. Sie haben allerdings ein längeres Schwanzgefieder als die adulten Vögel beider Geschlechter.
Subadulte Männchen haben ein weibchenähnliches Gefieder mit einzelnen Feder oder Körperpartien, die dem Gefieder des adulten Männchens entspricht. Mit zunehmenden Lebensalter nimmt der Anteil des Gefieders, das dem des adulten Männchens entspricht zu, bis sie letztlich nur noch einige wenige Federn zeigen, die dem weiblichen Gefieder entspricht.

## Stimme
Von den Weibchen wurde bislang keine Lautäußerungen festgehalten – sie verhalten sich wie auch die Weibchen anderer Paradiesvögel sehr unauffällig. Es sind ausschließlich die Männchen zu vernehmen, die drei charakteristische Laute haben: Einen Kontaktruf, einen Gesang, mit dem sie ihren Anwesenheit kundtun sowie Balzlaute. Der Kontaktruf ist ein einfaches whenh, das an die Kontaktrufe anderer Arten innerhalb der Unterfamilie der Eigentlichen Paradiesvögel erinnert. Die Männchen lassen diesen Ruf immer wieder vernehmen, während sie auf Nahrungssuche sind.
Der Gesang, mit dem die Männchen ihre Anwesenheit kundtun, ähnelt in keiner Weise dem des nahe verwandten Gelbschwanz-Paradieshopfes oder dem einer der ebenfalls nah verwandten Epimachus-Arten. Er weist stattdessen Ähnlichkeiten mit dem des Kleinen Paradiesvogels, beziehungsweise mit denen des Prachtparadiesvogels. Es handelt sich um eine Serie von Pfeiftönen, denen meist einige Krächzlaute vorangehen. Auffällig sind die individuellen Unterschiede bei den Rufen der einzelnen Männchen. Der Ruf besteht im Wesentlichen aus einer Serie von fünf bis sechs Silben, die weithin vernehmbar sind, und denen weiche, in der Tonhöhe tiefere Silben vorangehen. Die einzelne Rufserie dauert etwa 5 bis 10 Sekunden. Die Rufe sind am häufigsten in den frühen Morgenstunden vernehmbar, ab etwa 9 Uhr morgens nimmt die Ruffrequenz deutlich ab. Sie sind dann erneut wieder am späten Nachmittag zu vernehmen. Die einzelnen Männchen haben präferierte Ansitzwarten, die sich in einem oder zwei Bäumen befinden. Die Männchen, die jeweils ein Balzrevier verteidigen, rufen in Hörweite voneinander.
Anders als beim Gelbschwanz-Paradieshopf hat der Braunschwanz-Paradieshopf keinen spezifischen Balzgesang. Auf dem Höhepunkt der Balz ist lediglich ein schnelles Schnabelklappern als Instrumentallaut vernehmbar. Der Gelbschwanz-Paradieshopf hat einen spezifischen Balzgesang, beim Braunschwanz-Paradieshopf dagegen fehlt dieser. Auf dem Höhepunkt der Balz ist von ihm lediglich ein Instrumentallaut, nämlich ein Klappern mit dem Schnabel, zu vernehmen.

## Verbreitung und Lebensraum

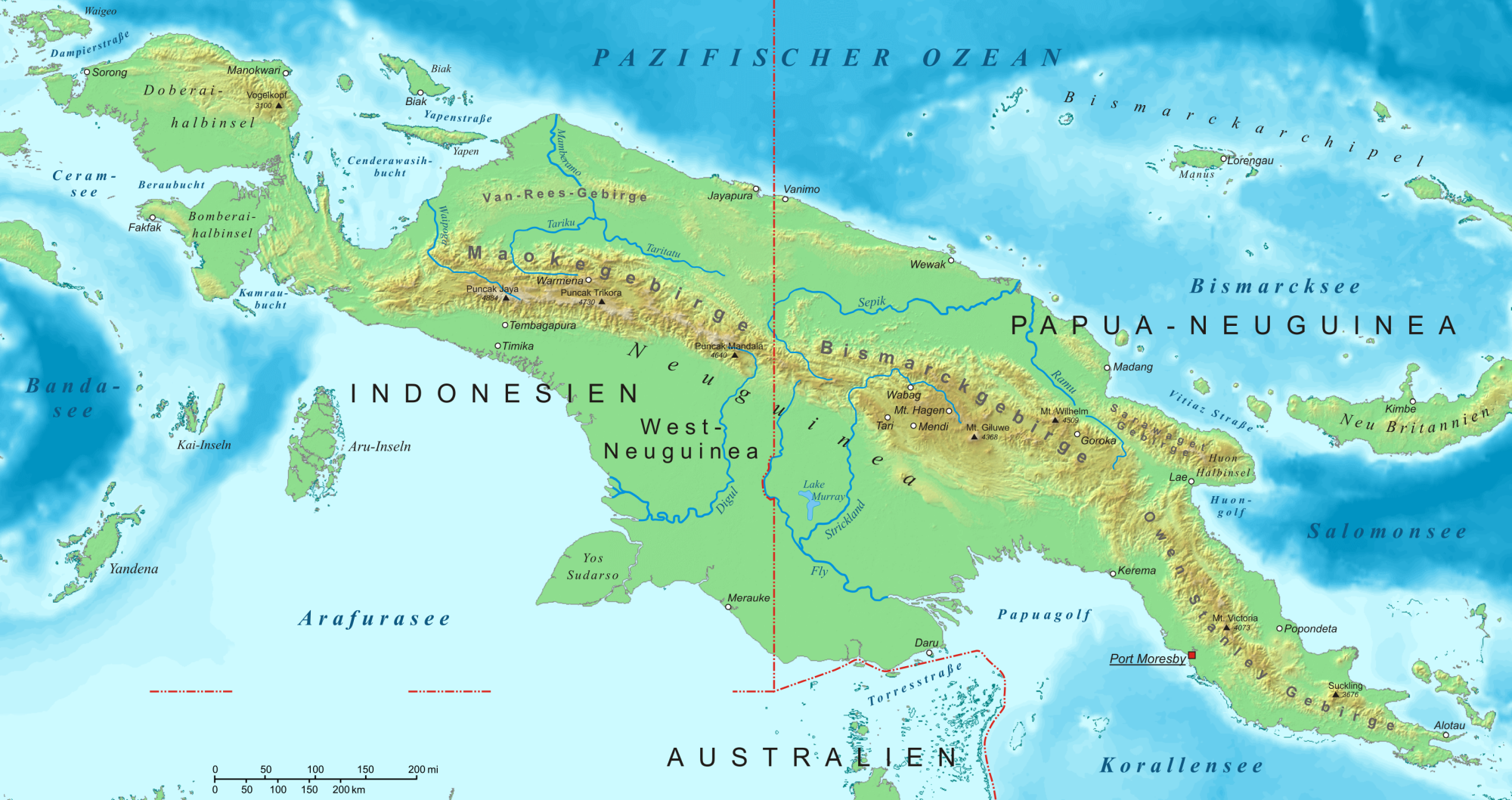
Neuguinea, der Braunschwanz-Paradieshopf kommt nur in Tiefebenen im Norden der zentralen Hauptinsel vor

Das Verbreitungsgebiet des Braunschwanz-Paradieshofes ist begrenzt auf die Tiefebenen im Nordosten von Westneuguinea und dem äußersten Nordwesten von Papua-Neuguinea. Die westliche Verbreitungsgrenze steht die Ostseite der Cenderawasih-Bucht dar. Das Verbreitungsgebiet reicht vermutlich bis zur Mündung des Taritatu und Küstenregionen der Sandaun Province. Im Landesinneren reicht die Verbreitung bis in den Einzugsgebiet des Sepik.
Der Lebensraum sind Regenwälder des Tieflands. Er besiedelt sowohl Primärwald als auch Regenwälder mit selektivem Holzeinschlag. Besonders häufig ist er in Wäldern entlang von Flussläufen anzutreffen und er scheint eine Vorliebe für Wälder auf Kalksteinböden zu haben. Er ist bereits ein oder zwei Kilometer von der Küste anzutreffen. Die Höhenverbreitung reicht von der Tiefebene bis in Höhenlagen von 180 Meter.

## Lebensweise

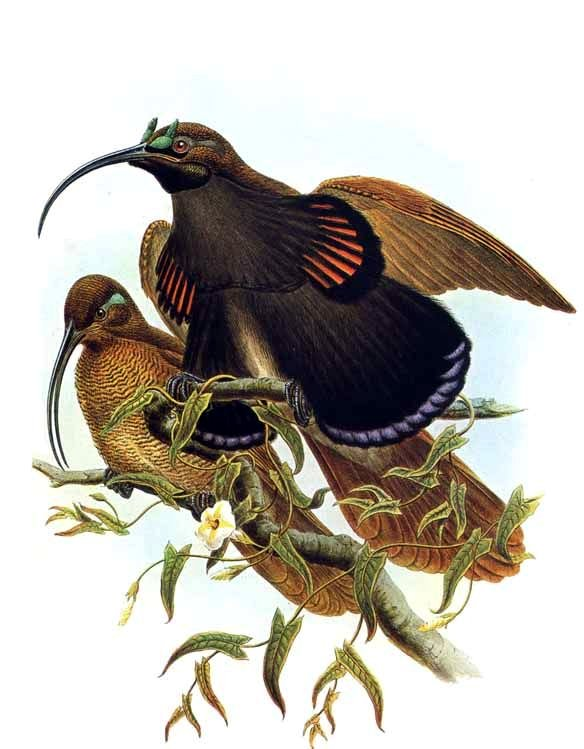
Gelbschwanz-Paradieshopf, eine Paradiesvogelart, die mit dem Braunschwanz-Paradieshopf nah verwandt ist.

Der Braunschwanz-Paradiesvogel verhält sich sehr unauffällig und gilt als eine Vogelart, die nur schwierig zu beobachten ist. Er hält sich überwiegend im oberen Baumkronenbereich auf, kommt jedoch zur Balz und bei der Nahrungssuche, wenn er sich gelegentlich auch anderen Vogelarten anschließt, auch in niedrigere Bereiche des Waldes herunter.
Der Braunschwanz-Paradieshopf deckt seinen Nahrungsbedarf mit Früchten und Gliederfüßern. Er ist nach jetzigem Erkenntnisstand deutlich stärker von Früchten abhängig als der nah verwandte Gelbschwanz-Paradieshopf. Im Vergleich zu diesen ist sein Schnabel auch kräftiger und breiter, was diese Einschätzung unterstützt.
Bei der Suche nach animalischer Kost untersuchen Braunschwanz-Paradiesvögel mit ihrem Schnabel Risse in Baumrinden, untersuchen abgestorbene Blätter oder kleine Astlöcher. Zu den Arten, mit denen der Braunschwanz-Paradieshopf während der Nahrungssuche vergesellschaftet ist, gehört der Graustirndrossling (Turdoides subrufa) und der Weißaugen-Dickkopf (Pseudorectes ferrugineus). Er ist außerdem mit einer Reihe anderer Paradiesvögel vergesellschaftet, dazu zählen unter anderem die Jobiparadieskrähe, der Prachtparadiesvogel, der Fadenhopf, der Königsparadiesvogel und der Kleine Paradiesvogel.

## Fortpflanzung
Die Männchen sind polygyn, das heißt, sie paaren sich mit einer möglichst großen Anzahl von Weibchen. Die Partner gehen nach der Paarung keine eheähnliche Gemeinschaft ein, sondern trennen sich danach sofort wieder. Die Weibchen bauen alleine das Nest und ziehen alleine den Nachwuchs groß.
Die Fortpflanzungsbiologie ist noch nicht abschließend untersucht. Nach jetzigem Kenntnisstand besetzen die Männchen ein Balz- und gegebenenfalls auch ein Nahrungsrevier. Die Verteidigung eines Balireviers gilt als sehr sicher, da das Männchen seine Reviergrenzen kontrolliert und auf den Gesang anderer Männchen reagieren. Es wurden allerdings in Trupps aus mehreren Vogelarten zwei Männchen des Braunschwanz-Paradieshopfes beobachtet, so dass die Verteidigung eines Nahrungsreviers möglicherweise mit geringerer Intensität erfolgt als beim Balzrevier.
Das Männchen balzt vor dem Weibchen, die Balz findet etwa sieben bis 10 Meter oberhalb des Erdbodens statt. Das Männchen sitzt dabei auf einem kleineren, horizontal verlaufenden Ast. Der Balz geht der Gesang voraus, mit dem das Männchen seine Anwesenheit signalisiert. Balzende Männchen sind bis jetzt nur wenige Male in freier Wildbahn beobachtet worden und anders als bei anderen Paradiesvogelarten liegen auch keine Beobachtungen für in Gefangenschaft gehaltene Männchen vor. Bei der Balz sitzt das Männchen hoch aufgerichtet auf seiner Baliwarte, die verlängerten Federn an Körperseiten und der Brust sind ebenso wie das Schwanzgefieder weit gesträubt. Das Männchen blieb in dieser Haltung für mehr als 10 Sekunden und klapperte dabei mit dem Schnabel. Eine Paarung wurde bislang nicht beobachtet, von daher wird davon ausgegangen, dass die Balz beim Braunschwanz-Paradieshopf noch nicht vollständig beschrieben ist.
Es wurde bislang noch kein Nest gefunden und es sind keine Details über die Aufzucht der Nestlinge bekannt. Es wird jedoch vermutet, dass die Weibchen vor allem in November nisten.

## Systematik
Über lange Zeit unterstellte man, dass der Braunschwanz-Paradieshopf und der Gelbschwanz-Paradieshopf eine Superspezies darstelle. Von dieser Auffassung hat man sich jedoch wieder getrennt: Die beiden Arten weisen eine Reihe morphologischer Unterschiede auf. Außerdem die geographische und die Höhenverbreitung sprechen gegen eine solche Einstufung. Die beiden Arten sind der Gattung Drepanornis zugeordnet, die eng verwandt ist mit der Gattung Epimachus.
Das Verbreitungsgebiet des Braunschwanz-Paradieshopfes überlappt sich mit dem von zahlreichen anderen Paradiesvögeln. Abweichend von vielen anderen Arten dieser Familie sind jedoch für den Brauschwanz-Paradieshopf genau wie beim Gelbschwanz-Paradieshopf keine Hybride beschrieben.

## Dedikationsnamen

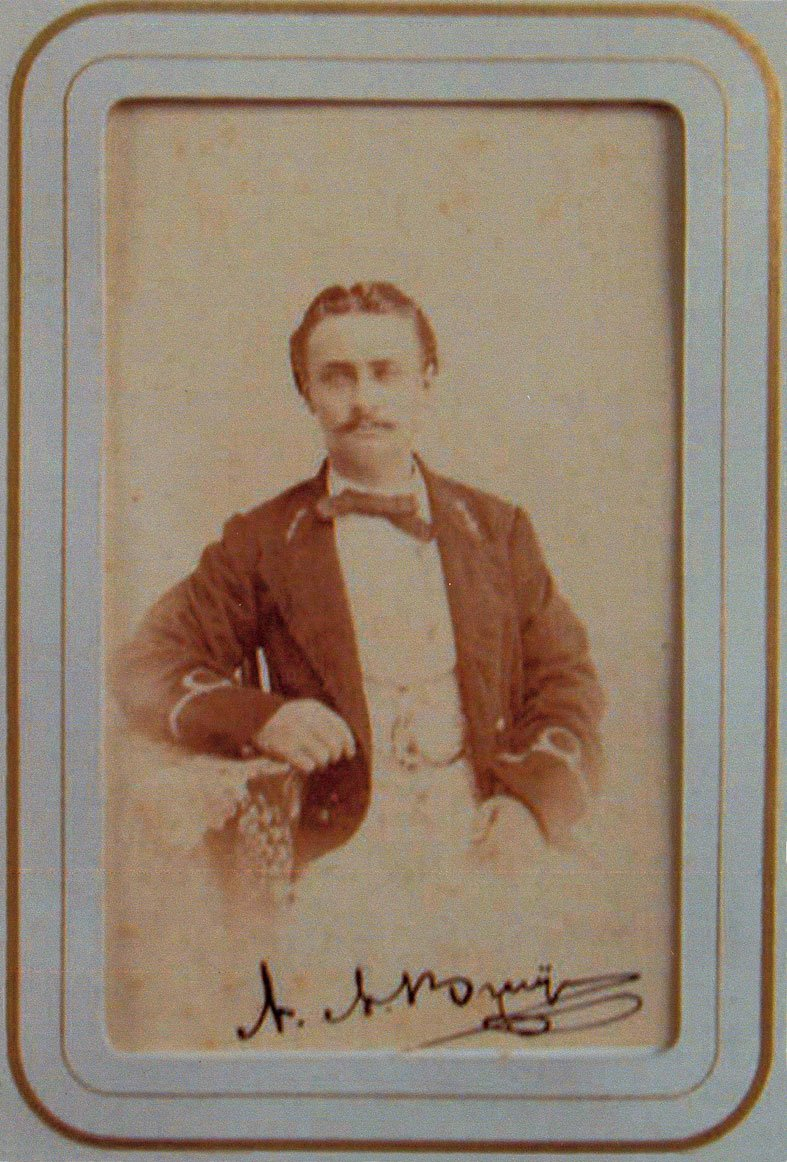
Antonie Augustus Bruijn (Surabaya, 1865)

Das Artepitheton bruijnii ehrt den niederländischen Plumassier und Naturalienhändler Anton August Bruijn. Als Händler unterstützte er den Naturwissenschaftler Alfred Russel Wallace auf dessen Reise auf den Molukken. Das Typusexemplar, auf dem die wissenschaftliche Erstbeschreibung beruht, wurde von dem Jäger Léon François Laglaize gesammelt, der im Auftrag von Bruijn auf Neuguinea sammelte. Bruijn war bereits vier Jahre zuvor auf die Existenz dieser Art aufmerksam geworden.

## Einzelbelege
1. ↑  Drepanornis bruijnii in der Roten Liste gefährdeter Arten der IUCN 2016. Eingestellt von: BirdLife International, 2016. Abgerufen am 15. Oktober 2017.
2. ↑   Handbook of the Birds of the World zum Braunschwanz-Paradieshopf, aufgerufen am 15. Oktober 2017
3. 1 2   Frith & Beehler: The Birds of Paradise - Paradisaeidae. S. 385.
4. 1 2 3 4 5 6 7   Frith & Beehler: The Birds of Paradise - Paradisaeidae. S. 387.
5. 1 2 3   Frith & Beehler: The Birds of Paradise - Paradisaeidae. S. 386.
6. 1 2 3 4 5   Frith & Beehler: The Birds of Paradise - Paradisaeidae. S. 389.
7. 1 2   Frith & Beehler: The Birds of Paradise - Paradisaeidae. S. 388.
8. ↑  Rufe des Braunschwanz-Paradieshopfes auf Xeno-Canto, aufgerufen am 15. Oktober 2017
9. ↑   Frith & Beehler: The Birds of Paradise - Paradisaeidae. S. 390.
10. ↑  McCarthy: Handbook of Avian Hybrids of the World. S. 228.